# Ademir da Silva Santos
Ademir da Silva Santos Júnior (São Paulo, Estado de São Paulo, Brasil; 16 de febrero de 1995) conocido simplemente como Ademir o Ademir Fumacinha, es un futbolista brasileño que juega como delantero en el Bahia del Campeonato Brasileño de Serie A.

## Trayectoria

### Inicios
Se unió a la configuración juvenil de Uberlândia después de un período de prueba y se mudó a la Sociedade Esportiva Patrocinense para la temporada 2015 luego de terminar su formación.
En 2016 fichó por el Clube Atlético Patrocinense y ayudó al equipo en sus ascensos consecutivos de la tercera a la primera división del Campeonato Mineiro. En 2017 también pasó un breve período cedido en el Nacional-SP de su ciudad natal para la Copa Paulista del año.

### América Mineiro
El 5 de abril de 2018 después de impresionar con Patrocinense en el Campeonato Mineiro de 2018, Ademir firmó un contrato con el América Mineiro de la Série A brasileña hasta diciembre de 2019. Hizo su debut en la máxima categoría el 28 de mayo de 2018 entrando en el segundo tiempo como sustituto de Aderlan en la derrota en casa por 3-1 ante São Paulo.
Ademir anotó su primer gol en la categoría el 3 de junio, anotando el tercero de su equipo en la victoria por 3-1 en casa ante Athletico Paranaense. Contribuyó con un gol en 14 apariciones durante su primera temporada ya que su equipo sufrió el descenso.
Ademir comenzó la campaña 2020 como máximo goleador del club en el Campeonato Mineiro con cinco goles, pero se perdió los primeros partidos de la Série B por una lesión en el muslo. En octubre de ese año renovó contrato hasta diciembre de 2021, y terminó la temporada con ocho goles en liga y un ascenso a la categoría principal.
En 2021 anotó 13 goles en la temporada de la Serie A jugando un papel crucial en la primera clasificación del América para la Copa Libertadores 2022.

### Atlético Mineiro
El 19 de septiembre de 2021 el presidente del Atlético Mineiro, Sérgio Coelho, confirmó que Ademir acordó un precontrato con el club con vigencia a partir del 1 de enero del año siguiente.
En la temporada 2022 fue campeón de la Supercopa de Brasil y del Campeonato Mineiro.

## Clubes
| Club                   | País   | Año             |
| ---------------------- | ------ | --------------- |
| SE Patrocinense        | Brasil | 2015-2016       |
| Patrocinense           | Brasil | 2016-2018       |
| Nacional-SP (prestado) | Brasil | 2017            |
| América Mineiro        | Brasil | 2018-2021       |
| Atlético Mineiro       | Brasil | 2022-2023       |
| Bahia                  | Brasil | 2023-Actualidad |

## Palmarés

### Patrocinense
- Campeonato Minero Módulo II: 2017

### Atlético Mineiro
- Supercopa de Brasil: 2022
- Campeonato Minero: 2022